# Podonomopsis muticus
Podonomopsis muticus är en tvåvingeart som först beskrevs av Edwards 1931.  Podonomopsis muticus ingår i släktet Podonomopsis och familjen fjädermyggor. Inga underarter finns listade i Catalogue of Life.